# Majken Haugedal
Majken Haugedal (født 26. marts 1947 i København) er en dansk model og Playboy Playmate of the Month for dets oktober 1968 udgivelse. Hendes centerfoldfotografier blev taget af Pompeo Posar.
Majken var flyttet til Quebec med sin familie da hun var 13. Hun har også to yngre brødre, en født i Danmark og en født i Canada. En overgang arbejdede hun som "bunny" på en Playboy Club i Montreal.
Posar er i bogen The Playmate Book citeret for at sige at Majken og Connie Kreski var de to finalister for titlen af Playmate of the Year i 1969. Det blev så alligevel Kreski der løb med denne, men Majken optrådte for Playboy igen i april 1984 i en fotoartikel med titlen "Playmates Forever! Part Two."